# Chód marynarski
Chód marynarski – chód na szerokiej podstawie, z szerokim rozstawianiem nóg; chory stawia chwiejne i niepewne kroki; jest charakterystycznym objawem uszkodzenia móżdżku, który odgrywa kluczową rolę w procesach zapewniających utrzymanie równowagi.